# Liste der Einträge im National Register of Historic Places im Traill County

Lage des Traill County in North Dakota

Die Liste der Einträge im National Register of Historic Places im Traill County in North Dakota führt alle Bauwerke und historischen Stätten im Traill County auf, die in das National Register of Historic Places aufgenommen wurden.

## Legende
| NRHP | Historic Place    |
| HD   | Historic District |

## Aktuelle Einträge
| [ 2 ] | Name                             | Bild                           | Eintragsdatum        | Lage | Ort                       | Beschreibung                                                                            |
| ----- | -------------------------------- | ------------------------------ | -------------------- | --- | ------------------------- | --------------------------------------------------------------------------------------- |
| 1     | Caledonia Bridge                 | Caledonia Bridge               | 1997 ID-Nr. 97000188 | Brücke über den Goose River 47° 27′ 26″ N, 96° 53′ 3″ W | Caledonia                 | 1895 errichtete Fachwerkbrücke                                                          |
| 2     | Delchar Theater                  | Delchar Theater                | 1985 ID-Nr. 85002831 | 20 West Main Street 47° 30′ 1″ N, 97° 19′ 36″ W | Mayville                  | 1927 im Stil des Art déco errichtetes Theater                                           |
| 3     | Carl Ben Eielson House           | Carl Ben Eielson House         | 1977 ID-Nr. 77001031 | 405 8th Street 47° 38′ 16″ N, 97° 27′ 20″ W | Hatton                    | Im Jahr 1900 im Queen Anne-Stil errichtetes Wohnhaus                                    |
| 4     | Ellingson Farm District          |                                | 1985 ID-Nr. 85002343 | nordwestlich von Hillsboro 47° 27′ 39″ N, 97° 7′ 31″ W | Hillsboro                 | 1882 eingerichtete Farm, bestehend aus neun Gebäuden auf einem 3,6 Hektar großen Areal  |
| 5     | First National Bank              |                                | 1985 ID-Nr. 85002906 | 22 West Main Street 47° 30′ 1″ N, 97° 19′ 35″ W | Mayville                  | 1889 errichtete Bank                                                                    |
| 6     | First State Bank of Buxton       | First State Bank of Buxton     | 1978 ID-Nr. 78001995 | 423 Broadway 47° 36′ 10″ N, 97° 5′ 51″ W | Buxton                    | Stelle, an der das frühere Gebäude der First State Bank stand                           |
| 7     | Goose River Bank                 | Goose River Bank               | 1985 ID-Nr. 85002793 | 45 Main Street, East 47° 30′ 0″ N, 97° 19′ 29″ W | Mayville                  |                                                                                         |
| 8     | Grandins’ Mayville Farm District |                                | 1985 ID-Nr. 85002905 | 2 Brunsdale Street, West 47° 30′ 12″ N, 97° 20′ 2″ W | Mayville                  | Im Jahr 1900 errichtete Farm mit acht Gebäuden auf einem Areal von 9,3 Hektar           |
| 9     | Great Northern Railway Depot     | Great Northern Railway Depot   | 1977 ID-Nr. 77001033 | Front Street 47° 30′ 0″ N, 97° 19′ 26″ W | Mayville                  | 1897 errichtetes Bahnhofsgebäude der Great Northern Railway                             |
| 10    | Grinager Mercantile Building     |                                | 1985 ID-Nr. 85003354 | 37 Main Street, East 47° 30′ 1″ N, 97° 19′ 31″ W | Mayville                  | 1899 errichtetes Kaufhaus                                                               |
| 11    | Lucken Farm                      |                                | 1986 ID-Nr. 86001049 | County Highway 16 47° 31′ 33″ N, 97° 22′ 9″ W | nördlich von Portland     | 1888 errichtete Bonanza-Farm mit sieben Gebäuden                                        |
| 12    | Lura Building                    | Lura Building                  | 1985 ID-Nr. 85002794 | 29 West Main Street 47° 30′ 0″ N, 97° 19′ 34″ W | Mayville                  | Im Jahr 1900 errichtetes Einrichtungshaus                                               |
| 13    | Mayville Historic District       |                                | 1985 ID-Nr. 85002904 | Abgegrenzt durch 3rd Street, Northeast, 5th Avenue, Northeast, Main Street, East, 3rd Avenue, Northeast und 2nd Avenue, Northeast 47° 30′ 13″ N, 97° 19′ 19″ W | Mayville                  | 30 zwischen 1889 und 1930 in verschiedenen Baustilen errichtete Gebäude im Stadtzentrum |
| 14    | Mayville Public Library          | Mayville Public Library        | 1977 ID-Nr. 77001034 | Center Avenue, North 47° 30′ 4″ N, 97° 19′ 33″ W | Mayville                  | Im Jahr 1900 errichtete Bibliothek                                                      |
| 15    | Andres O. Ness House             |                                | 1977 ID-Nr. 77001032 | Oak Avenue Ecke 6th Street 47° 38′ 14″ N, 97° 27′ 44″ W | Hatton                    | 1908 errichtetes Wohnhaus                                                               |
| 16    | Norway Bridge                    |                                | 1997 ID-Nr. 97000192 | Brücke über den Goose River 47° 27′ 26″ N, 97° 11′ 55″ W | südlich von Mayville      | 1912 errichtete Fachwerkbrücke                                                          |
| 17    | Amos and Lillie Plummer House    | Amos and Lillie Plummer House  | 1996 ID-Nr. 95001488 | 306 West Caledonia Avenue 47° 24′ 11″ N, 97° 3′ 58″ W | Hillsboro                 | 1897 im Quee Anne-Stil errichtetes Wohnhaus                                             |
| 18    | Col. William H. Robinson House   | Col. William H. Robinson House | 1977 ID-Nr. 77001035 | 127 4th Avenue, Northeast 47° 30′ 11″ N, 97° 19′ 20″ W | Mayville                  | Im Jahr 1900 im spätviktorianischen Stil errichtetes Wohnhaus                           |
| 19    | Stomner House                    | Stomner House                  | 1979 ID-Nr. 79003728 | 32 3rd Street, Northeast 47° 30′ 7″ N, 97° 19′ 22″ W | Mayville                  | 1896 errichtetes Wohnhaus                                                               |
| 20    | Traill County Courthouse         | Traill County Courthouse       | 1980 ID-Nr. 80002928 | Abseits des US 81 47° 24′ 13″ N, 97° 3′ 48″ W | Hillsboro                 | 1905 im Beaux-Arts-Stil errichtetes Justiz- und Verwaltungsgebäude des Traill County    |
| 21    | Union Block                      | Union Block                    | 1985 ID-Nr. 85003353 | 21-25 Main Street, West 47° 29′ 59″ N, 97° 19′ 36″ W | Mayville                  | Im Jahr 1900 errichtetes Gebäude                                                        |
| 22    | Viking Bridge                    |                                | 1997 ID-Nr. 97000190 | Brücke über den Goose River 47° 31′ 2″ N, 97° 23′ 21″ W | nordwestlich von Portland | 1885 errichtete Brücke                                                                  |

## Frühere Einträge
| [ 2 ] | Name                  | Bild | Eintragsdatum        | Lage                                                          | Ort                       | Beschreibung                                                                                              |
| ----- | --------------------- | ---- | -------------------- | ------------------------------------------------------------- | ------------------------- | --- |
| 1     | Blanchard Bridge      |      | 1997 ID-Nr. 97000189 | Brücke über den Elm River 47° 20′ 22,9″ N, 97° 12′ 59″ W      | südlich von Blanchard     | Im Jahr 1900 errichtete Fachwerkbrücke; 2007 demontiert und zwei Jahre später aus dem Register gestrichen |
| 2     | Goose River Bridge    |      | 1997 ID-Nr. 97000187 | Brücke über den Goose River 47° 20′ 22,9″ N, 97° 12′ 59″ W    | östlich von Hillsboro     | 1893 errichtete Brücke; 2009 aus dem Register gestrichen                                                  |
| 3     | Porter Elliott Bridge |      | 1997 ID-Nr. 97000187 | Brücke über den Sheyenne River 47° 26′ 10″ N, 96° 56′ 31,9″ W | nordöstlich von Hillsboro | 2009 aus dem Register gestrichen                                                                          |
| 4     | Portland Park Bridge  |      | 2004 ID-Nr. 97000191 | Brücke über den südlichen Arm des Goose River                 | Portland                  | im Jahr 2004 aus dem Register gestrichen                                                                  |
| 5     | O.C. Sarles House     |      | 1985 ID-Nr. 85000562 | 2nd Avenue Ecke 3rd Street 47° 24′ 24,1″ N, 97° 3′ 24,8″ W    | Hillsboro                 | 1881 errichtetes Wohnhaus; im Jahr 2009 aus dem Register gestrichen                                       |